# فاغويا
فاغويا (بالإستونيَّة: Vaguja)، قرية تتبع دائرة ماريما في مقاطعة رابلا غرب إستونيا.